# Gran Premio motociclistico delle Nazioni 1980
Il Gran Premio motociclistico delle Nazioni fu la prima gara del motomondiale 1980.
Si disputò l'11 maggio 1980 sul Circuito Internazionale Santamonica di Misano Adriatico alla presenza di 50.000 spettatori, e corsero tutte le classi tranne i sidecar.
In 500 Marco Lucchinelli, partito in pole, tenne testa per i primi giri a Kenny Roberts, prima che lo statunitense sorpassasse "Lucky" e si involasse verso la vittoria, agevolato anche dai molti ritiri per problemi meccanici (oltre a Lucchinelli anche Randy Mamola, Graeme Crosby e Wil Hartog).
Nella gara della 350 facile vittoria di Johnny Cecotto davanti a Massimo Matteoni e Walter Villa.
Gara ad eliminazione in 250, costellata da una serie di cadute. A vincere fu Anton Mang in sella alla Kawasaki KR sostenuta dalla Krauser.
In 125 Pier Paolo Bianchi vinse dopo aver dominato tutta la gara. Solo quinto il campione in carica della categoria Ángel Nieto, ostacolato nella sua gara da un casco troppo largo che gli ostacolava la visuale in frenata. I francesi Guy Bertin e Thierry Noblesse furono penalizzati di un minuto per non essersi posizionati correttamente sulla griglia di partenza; tale penalità fu in seguito revocata.
Vittoria per Eugenio Lazzarini nella 50: il marchigiano, in sella all'artigianale Iprem, si rifece del licenziamento subito dalla Kreidler mentre il pilota che lo aveva sostituito nelle file del team tedesco, lo spagnolo Ricardo Tormo, si ritirò con il cambio rotto.

## Classe 500

### Arrivati al traguardo
| Pos | Pilota              | Moto   | Giri | Tempo      | Griglia | Punti |
| --- | ------------------- | ------ | ---- | ---------- | ------- | ----- |
| 1   | Kenny Roberts       | Yamaha | 40   | 55' 57" 66 | 2       | 15    |
| 2   | Franco Uncini       | Suzuki | 40   | +16" 74    | 4       | 12    |
| 3   | Graziano Rossi      | Suzuki | 40   | +28" 64    | 8       | 10    |
| 4   | Johnny Cecotto      | Yamaha | 40   | +32" 24    | 4       | 8     |
| 5   | Carlo Perugini      | Suzuki | 40   | +42" 34    | 7       | 6     |
| 6   | Takazumi Katayama   | Suzuki | 40   | +46" 84    | 25      | 5     |
| 7   | Barry Sheene        | Yamaha | 40   | +1' 01" 94 | 14      | 4     |
| 8   | Christian Estrosi   | Suzuki | 39   | +1 giro    | 13      | 3     |
| 9   | Philippe Coulon     | Suzuki | 39   | +1 giro    | 15      | 2     |
| 10  | Sergio Pellandini   | Suzuki | 39   | +1 giro    | 26      | 1     |
| 11  | Maurizio Massimiani | Yamaha | 39   | +1 giro    | 24      |       |
| 12  | Gianfranco Bonera   | Yamaha | 39   | +1 giro    | 21      |       |
| 13  | Guido Paci          | Suzuki | 39   | +1 giro    | 28      |       |
| 14  | Richard Hubin       | Yamaha | 37   | +3 giri    | 31      |       |

### Ritirati
| Pilota             | Moto       | Giri | Motivo ritiro   | Griglia |
| ------------------ | ---------- | ---- | --------------- | ------- |
| Patrick Fernandez  | Yamaha     | 36   | Motore          | 17      |
| Carlo Prati        | Suzuki     | 34   | Caduta          | 29      |
| Marco Lucchinelli  | Suzuki     | 26   |                 | 1       |
| Raymond Roche      | Yamaha     | 26   | Motore          | 27      |
| Randy Mamola       | Suzuki     | 20   |                 | 3       |
| Bernard Fau        | Suzuki     | 14   | Motore          | 22      |
| Boet van Dulmen    | Yamaha     | 13   | Motore          | 11      |
| Graeme Crosby      | Suzuki     | 12   |                 | 16      |
| Gianni Rolando     | Suzuki     | 10   |                 | 20      |
| Giovanni Pelletier | Morbidelli | 10   | Sistema benzina | 30      |
| Wil Hartog         | Suzuki     | 8    |                 | 6       |
| Patrick Pons       | Yamaha     | 7    | Caduta          | 10      |
| Michel Frutschi    | Yamaha     | 6    | Caduta          | 19      |
| Kork Ballington    | Kawasaki   | 4    |                 | 12      |
| Sadao Asami        | Yamaha     | 4    | Caduta          | 9       |
| Christian Sarron   | Yamaha     | 2    | Motore          | 18      |

### Non partito
| Pilota          | Moto   | Griglia |
| --------------- | ------ | ------- |
| Jack Middelburg | Yamaha | 23      |

### Non qualificati
| Pilota                | Moto   |
| --------------------- | ------ |
| Markku Matikainen     | Yamaha |
| Michel Rougerie       | Suzuki |
| Werner Nenning        | Yamaha |
| Seppo Rossi           | Suzuki |
| Jeffrey Sayle         | Yamaha |
| Gustav Reiner         | Suzuki |
| Jon Ekerold           | Solo   |
| Fabio Biliotti        | Suzuki |
| Gary Lingham          | Suzuki |
| Corrado Tuzii         | Suzuki |
| Hubert Rigal          | Yamaha |
| Carlos de San Antonio | Suzuki |
| Max Wiener            | Suzuki |
| Willem Zoet           | Suzuki |

## Classe 350

### Arrivati al traguardo
| Pos | Pilota              | Moto             | Tempo      | Griglia | Punti |
| --- | ------------------- | ---------------- | ---------- | ------- | ----- |
| 1   | Johnny Cecotto      | Yamaha           | 50' 07" 52 | 1       | 15    |
| 2   | Massimo Matteoni    | Bimota-Yamaha    | +11" 17    | 6       | 12    |
| 3   | Walter Villa        | Adriatica-Yamaha | +11" 75    | 4       | 10    |
| 4   | Carlo Perugini      | RTM              | +19" 60    | 9       | 8     |
| 5   | Roland Freymond     | Yamaha           | +30" 81    | 8       | 6     |
| 6   | Jon Ekerold         | Bimota-Yamaha    | +34" 69    | 17      | 5     |
| 7   | Éric Saul           | Bimota-Yamaha    | +36" 12    | 5       | 4     |
| 8   | Jeffrey Sayle       | Yamaha           | +1' 04" 12 | 13      | 3     |
| 9   | Alan North          | Yamaha           | +1 giro    | 25      | 2     |
| 10  | Edi Stöllinger      | Kawasaki         | +1 giro    | 14      | 1     |
| 11  | Attilio Riondato    | Yamaha           | +1 giro    | 26      |       |
| 12  | Arturo Venanzi      | Yamaha           | +1 giro    | 15      |       |
| 13  | Gianni Del Carro    | Yamaha           | +1 giro    | 28      |       |
| 14  | Carlo Girotto       | Yamaha           | +1 giro    | 11      |       |
| 15  | Reinhold Roth       | Yamaha           | +1 giro    | 21      |       |
| 16  | Jean-François Baldé | Kawasaki         | +1 giro    | 22      |       |
| 17  | Pekka Nurmi         | Yamaha           | +1 giro    | 27      |       |

### Ritirati
| Pilota            | Moto             | Motivo ritiro | Griglia |
| ----------------- | ---------------- | ------------- | ------- |
| Siegfried Minich  | Yamaha           |               | 23      |
| Lorenzo Ghiselli  | Yamaha           | Caduta        | 16      |
| Adelio Faccioli   | Yamaha           | Caduta        | 20      |
| Carlos Lavado     | Yamaha           | Caduta        | 3       |
| Silvano Ricchetti | Yamaha           | Caduta        | 30      |
| Sadao Asami       | Yamaha           |               | 19      |
| Loris Reggiani    | Bimota-Yamaha    |               | 24      |
| Paolo Ferretti    | Yamaha           |               | 18      |
| Patrick Fernandez | Bimota-Yamaha    |               | 2       |
| Graham Young      | Yamaha           |               | 29      |
| Anton Mang        | Krauser-Kawasaki | Caduta        | 7       |

## Classe 250

### Arrivati al traguardo
| Pos | Pilota                 | Moto             | Tempo      | Griglia | Punti |
| --- | ---------------------- | ---------------- | ---------- | ------- | ----- |
| 1   | Anton Mang             | Krauser-Kawasaki | 46' 54" 73 | 1       | 15    |
| 2   | Jean-François Baldé    | Kawasaki         | +38" 37    | 11      | 12    |
| 3   | Pierluigi Conforti     | Yamaha           | +53" 97    | 13      | 10    |
| 4   | Thierry Espié          | Bimota-Yamaha    | +1' 04" 27 | 7       | 8     |
| 5   | Éric Saul              | Bimota-Yamaha    | +1' 15" 87 | 16      | 6     |
| 6   | Paolo Ferretti         | Bimota-Yamaha    | +1' 16" 37 | 5       | 5     |
| 7   | Edi Stöllinger         | Kawasaki         | +1' 16" 67 | 19      | 4     |
| 8   | Reinhold Roth          | Yamaha           | +1 giro    | 18      | 3     |
| 9   | Eero Hyvärinen         | Yamaha           | +1 giro    | 27      | 2     |
| 10  | Marco Papa             | Yamaha           | +1 giro    | 17      | 1     |
| 11  | Jean-Louis Guignabodet | Kawasaki         | +1 giro    | 24      |       |
| 12  | Jean Lafond            | Yamaha           | +1 giro    | 29      |       |
| 13  | Bruno Kneubühler       | Yamaha           | +1 giro    | 20      |       |
| 14  | Hans Müller            | Yamaha           | +1 giro    | 21      |       |

### Ritirati
| Pilota              | Moto         | Motivo ritiro | Griglia |
| ------------------- | ------------ | ------------- | ------- |
| Jeffrey Sayle       | Yamaha       |               | 25      |
| Jacques Cornu       | Yamaha       |               | 14      |
| Sauro Pazzaglia     | Ad Maiora    |               | 10      |
| Stefan Klabacher    | Yamaha       |               | 22      |
| Clive Horton        | Cotton-Rotax |               | 23      |
| Gianpaolo Marchetti | MBA          | Caduta        | 2       |
| Kork Ballington     | Kawasaki     | Caduta        | 3       |
| Carlos Lavado       | Yamaha       | Caduta        | 6       |
| Guy Batesti         | Yamaha       |               | 28      |
| Pekka Nurmi         | Yamaha       | Caduta        | 30      |
| Franco Marcheggiani | Yamaha       |               | 8       |
| Roland Freymond     | Ad Maiora    |               | 12      |
| Massimo Matteoni    | Yamaha       |               | 4       |
| Franco Solaroli     | Yamaha       |               | 26      |
| Eddy Elias          | Yamaha       |               | 9       |
| Arturo Venanzi      | Yamaha       |               | 15      |
| Bruno Kneubühler    | Yamaha       | Caduta        | 20      |

## Classe 125

### Arrivati al traguardo
| Pos | Pilota              | Moto       | Tempo      | Griglia | Punti |
| --- | ------------------- | ---------- | ---------- | ------- | ----- |
| 1   | Pier Paolo Bianchi  | MBA        | 42' 39" 74 | 1       | 15    |
| 2   | Guy Bertin          | Motobécane | +20" 96    | 5       | 12    |
| 3   | Bruno Kneubühler    | MBA        | +21" 34    | 6       | 10    |
| 4   | Loris Reggiani      | Minarelli  | +21" 79    | 3       | 8     |
| 5   | Ángel Nieto         | Minarelli  | +1' 05" 98 | 4       | 6     |
| 6   | Ivan Palazzese      | MBA        | +1' 06" 22 | 8       | 5     |
| 7   | Thierry Noblesse    | MBA        | +1' 18" 67 | 13      | 4     |
| 8   | Hans Müller         | MBA        | +1' 19" 71 | 7       | 3     |
| 9   | Gianpaolo Marchetti | MBA        | +1' 21" 74 | 2       | 2     |
| 10  | Rolf Blatter        | MBA        | +1' 31" 39 | 23      | 1     |
| 11  | Roberto D'Amico     | Morbidelli | +1' 31" 79 | 20      |       |
| 12  | Barry Smith         | MBA        | +1 giro    | 12      |       |
| 13  | Italo Zerbini       | MBA        | +1 giro    | 18      |       |
| 14  | Patrick Hérouard    | MBA        | +1 giro    | 21      |       |
| 15  | Daniele Dall'Olio   | MBA        | +1 giro    | 14      |       |
| 16  | Alfred Waibel       | MBA        | +1 giro    | 29      |       |
| 17  | Stefan Dörflinger   | Morbidelli | +1 giro    | 16      |       |
| 18  | Gerhard Waibel      | Morbidelli | +1 giro    | 26      |       |
| 19  | Maurizio Vitali     | MBA        | +2 giri    | 10      |       |

### Ritirati
| Pilota             | Moto       | Motivo ritiro | Griglia |
| ------------------ | ---------- | ------------- | ------- |
| Peter Looijesteijn | MBA        | Caduta        | 27      |
| Maurizio Musco     | MBA        |               | 11      |
| Henk van Kessel    | Condor     | Caduta        | 30      |
| Harald Bartol      | MBA        |               | 24      |
| August Auinger     | MBA        |               | 25      |
| Eugenio Lazzarini  | Iprem      |               | 9       |
| Libero Piccirillo  | MBA        |               | 19      |
| Matti Kinnunen     | MBA        |               | 31      |
| Diego Montella     | Morbidelli | Caduta        | 15      |
| Martin van Soest   | MBA        | Caduta        | 22      |
| Anton Straver      | MBA        | Caduta        | 28      |

### Non partito
| Pilota               | Moto | Griglia |
| -------------------- | ---- | ------- |
| Pierluigi Aldrovandi | MBA  | 17      |

## Classe 50

### Arrivati al traguardo
| Pos | Pilota             | Moto          | Tempo      | Griglia | Punti |
| --- | ------------------ | ------------- | ---------- | ------- | ----- |
| 1   | Eugenio Lazzarini  | Iprem         | 34' 05" 66 | 1       | 15    |
| 2   | Theo Timmer        | Bultaco       | +34" 64    | 11      | 12    |
| 3   | Hans-Jürgen Hummel | Kreidler      | +1' 01" 20 | 17      | 10    |
| 4   | Henk van Kessel    | Pentax-Sparta | +1' 01" 20 | 19      | 8     |
| 5   | Stefan Dörflinger  | Kreidler      | +1' 02" 90 | 2       | 6     |
| 6   | Jacky Hutteau      | ABF           | +1' 03" 36 | 8       | 5     |
| 7   | Giuseppe Ascareggi | Minarelli     | +1' 03" 94 | 14      | 4     |
| 8   | Yves Dupont        | ABF           | +1' 03" 96 | 16      | 3     |
| 9   | Enrico Cereda      | DRS           | +1' 31" 45 | 21      | 2     |
| 10  | Aldo Pero          | Kreidler      | +1' 43" 74 | 22      | 1     |
| 11  | Ezio Mischiatti    | Derbi         | +1' 43" 97 | 13      |       |
| 12  | Enzo Saffiotti     | UFO           | +1' 49" 09 | 12      |       |
| 13  | Gerhard Waibel     | Kreidler      | +1 giro    | 28      |       |
| 14  | Ingo Emmerich      | Kreidler      | +1 giro    | 20      |       |
| 15  | Gerhard Bauer      | Heuser        | +1 giro    | 18      |       |
| 16  | Bruno Di Carlo     | ABF           | +1 giro    | 24      |       |
| 17  | Joaquín Galí       | Bultaco       | +1 giro    | 27      |       |
| 18  | Bert Grinwis       | Kreidler      | +1 giro    | 31      |       |
| 19  | Renzo Fabbri       | Silvestri     | +2 giri    | 29      |       |
| 20  | Stefan Danielson   | Kreidler      | +2 giro    | 30      |       |

### Ritirati
| Pilota             | Moto     | Motivo ritiro      | Griglia |
| ------------------ | -------- | ------------------ | ------- |
| Camilo Squassina   | Derbi    |                    | 15      |
| Hagen Klein        | Horex    |                    | 7       |
| Wolfgang Müller    | Kreidler |                    | 10      |
| Ricardo Tormo      | Kreidler | Rottura del cambio | 3       |
| Giuliano Tabanelli | Kreidler |                    | 9       |
| Claudio Lusuardi   | Bultaco  |                    | 4       |
| Salvatore Milano   | UFO      |                    | 5       |
| Walter Rapolani    | Kreidler | Caduta             | 25      |
| Rolf Blatter       | Kreidler | Caduta             | 6       |
| Claudio Granata    | Kreidler | Caduta             | 26      |

## Fonti e bibliografia
- Stampa Sera, 12 maggio 1980, pag. 16
- El Mundo Deportivo, 11 maggio 1980, pag. 31 e 12 maggio 1980, pag. 45
- Werner Haefliger, MotoGP Results 1949-2010 Guide, Fédération Internationale de Motocyclisme, 2011.